# Peter J. Boettke
Peter J. Boettke (* 3. Januar 1960 in Rahway, New Jersey) ist ein US-amerikanischer Wirtschaftswissenschaftler der Österreichischen Schule und ehemaliger Präsident der Mont Pèlerin Society.

## Leben
Boettke wurde 1960 in Rahway geboren. Er besuchte das Thiel College in Greenville und das Grove City College. 1983 graduierte er als B.A. in Wirtschaftswissenschaften in Grove City. 1987 schloss er an der George Mason University als M.A. ab, wo er 1989 ebenfalls in Wirtschaftswissenschaften promovierte.
Anschließend lehrte Boettke unter anderem an der Oakland University, dem Manhattan College und der New York University, bis er schließlich 1998 als Professor an die George Mason University zurückkehrte. 2004 wurde er zum Hayek Fellow an der London School of Economics ernannt. Weiterhin war er an der Karlsuniversität Prag und als Visiting Scholar am Hoover Institution on War, Revolution, and Peace in Stanford. Boettke ist stellvertretender Leiter des James M. Buchanan Center for Political Economy an der George Mason University sowie senior research fellow am Mercatus Center. Er ist Chefredakteur der Zeitschrift Review of Austrian Economics.
Boettke ist verheiratet und hat zwei Söhne.

## Veröffentlichungen

### Als Autor
- Living Economics. Yesterday, Today, and Tomorrow, Independent Institution, Washington, D.C., USA 2012, ISBN 978-1-59813-072-0.
- The Political Economy of Soviet Socialism: The Formative Years, 1918–1928 (Kluwer, 1990) ISBN 0-7923-9100-4.
- Why Perestroika Failed: The Economics and Politics of Socialism Transformation (Routledge, 1993) ISBN 0-415-08514-4.
- Calculation and Coordination: Essays on Socialism and Transitional Political Economy (Routledge, 2001) ISBN 0-415-77109-9.
- The Economic Way of Thinking with Heyne and Prychitko (Prentice Hall, 2005) ISBN 0-13-154369-5.
- Challenging Institutional Analysis and Development: The Bloomington School (Routledge, 2009) ISBN 978-0-415-77820-6.

### Als Herausgeber
- Market Process: Essays in Contemporary Austrian Economics. Edward Elgar, 1994.
- The Collapse of Development Planning. New York University Press, 1994.
- The Elgar Companion to Austrian Economics. Elgar, 1994
- The Market Process, 2 volumes. Elgar, 1998
- The Legacy of F. A. Hayek: Politics, Philosophy, Economics, 3 volumes. Edward Elgar, 1999
- Socialism and the Market: The Socialist Calculation Debate Revisited, 9 volumes. Routledge, 2000.
- The Economic Role of the State (ed. with Peter Leeson). Cheltenham: Edward Elgar, under contract.
- The Legacy of Ludwig von Mises: Theory and History, ed. with Peter Leeson. 2 vols. Aldershot: Edward Elgar, 2006. ISBN 978-1840644029